# Juan Manuel Peña Montaño
Juan Manuel Peña Montaño (Santa Cruz de la Sierra, 17 de gener del 1973) és un exfutbolista professional bolivià que jugava com a defensa.
La gran part de la seva carrera professional transcorregué a Espanya, on va jugar un total de 14 anys per a tres equips (Reial Valladolid, Vila-real CF i Celta de Vigo), un total de 305 partits de la Lliga.
Peña va jugar més de 80 vegades amb Bolívia, que va representar la nació en la Copa del Món de 1994 i cinc tornejos de la Copa Amèrica.